# Agüeybaná II.

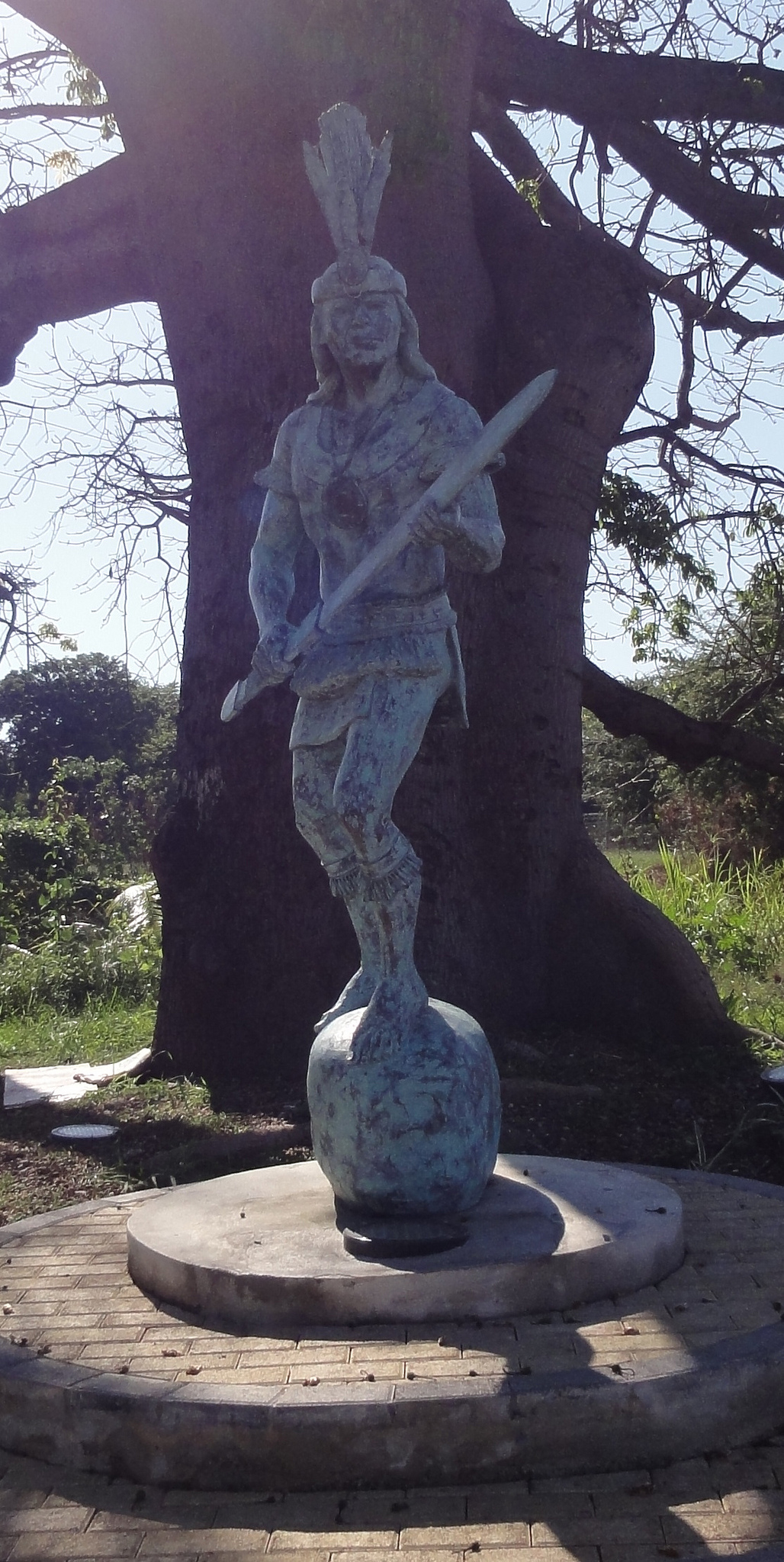
Statue des Agüeybaná II., „El Bravo“, in Ponce (Puerto Rico)

Agüeybaná II. (* um 1470; † 1511), geboren als Güeybaná, war einer der beiden wichtigsten und mächtigsten Cacique der Taíno in „Borikén“ (Puerto Rico) als die Spanier erstmals am 19. November 1493 auf die Insel kamen. Agüeybaná II. führte die Taino von Puerto Rico in der Schlacht von Yagüecas an, die auch als der Taino-Aufstand von 1511 gegen Juan Ponce de León und die spanischen Konquistadoren bekannt wurde.

## „Die große Sonne“
Güeybaná, besser bekannt als Agüeybaná II., war der Bruder des großen cacique Agüeybaná und lebte mit seinem Stamm in Guaynia (Guayanilla), in der Nähe eines gleichnamigen Flusses auf dem südlichen Teil der entfernten Insel. Der Name Agüeybaná bedeutet „Die große Sonne“, und oft wird der Zusatz „II.“ angehängt, um ihn von seinem gleichnamigen Bruder Agüeybaná, dem anderen großen cacique in Puerto Rico zum Zeitpunkt der Ankunft der Spanier zu unterscheiden. Alle anderen caciques (indigene Militärs) waren Agüeybaná unterlegen und gehorsamspflichtig, führten aber ihre eigenen Stämme.

## Ankunft der Konquistadoren
Agüeybaná der ältere empfing den spanischen Konquistador Juan Ponce de León bei dessen Ankunft in Puerto Rico im Jahr 1508. Einer alten Taíno-Tradition folgend praktizierte Agüeybaná die guaytiao, ein Taíno Ritual, bei dem er und Juan Ponce de León Freunde wurden und die Namen tauschten. Die Gastfreundschaft und die freundliche Behandlung, die die Spanier von Agüeybaná erfuhren, machten es ihnen einfach die Indios zu verraten und die Insel später zu erobern. Agüeybaná Aktionen trugen dazu, den kurzlebigen Frieden zwischen den Taíno und den Spaniern aufrechtzuerhalten.

## Taíno-Rebellion von 1511
Nach dem Tod Agüeybanás des Älteren im Jahre 1510 wurde sein Bruder Güeybaná (besser bekannt als Agüeybaná II.) der mächtigste cacique auf der ganzen Insel. Agüeybaná II. hatte seine Zweifel am „göttlichen“ Status der Spanier. Er entwickelte einen Plan, um die wahrgenommene göttliche Natur der Spanier zu testen: Er und Urayoán (cacique von Añasco) schickte einige ihrer Stammesmitglieder aus, einen Spanier namens Diego Salcedo in einen Fluss zu locken und ihn zu ertränken. Sie beobachteten Salcedo Körper, um sicherzustellen, dass er nicht wieder zum Leben erwachen würde. Salcedos Tod war genug, um ihn und den Rest der Taíno davon zu überzeugen, dass die Spanier keine Götter waren.
Agüeybaná II. hielt Areytos (Kriegstänze) oder geheime Treffen mit anderen caciques ab, wobei er einen Aufstand gegen die Spanier organisierte. Cristobal de Sotomayor schickte einem der Areitos einen Spion, Juan González, der von Agüeybanás Plänen erfuhr. Trotz der Warnung tötete Agüeybana II. Sotomayor und seine Männer, und verwundete González schwer. Juan González entkam, und es gelang ihm die Flucht nach Caparra, wo er Ponce de León von den Morden berichtete. Inzwischen griff Guarionex, der cacique von Utuado, das Dorf von Sotomayor (heute Aguada) an und tötete achtzig seiner Bewohner. Danach führte Ponce de León die Spanier in einer Reihe von Offensiven gegen die Taìno, die in der Schlacht von Yagüecas gipfelten.

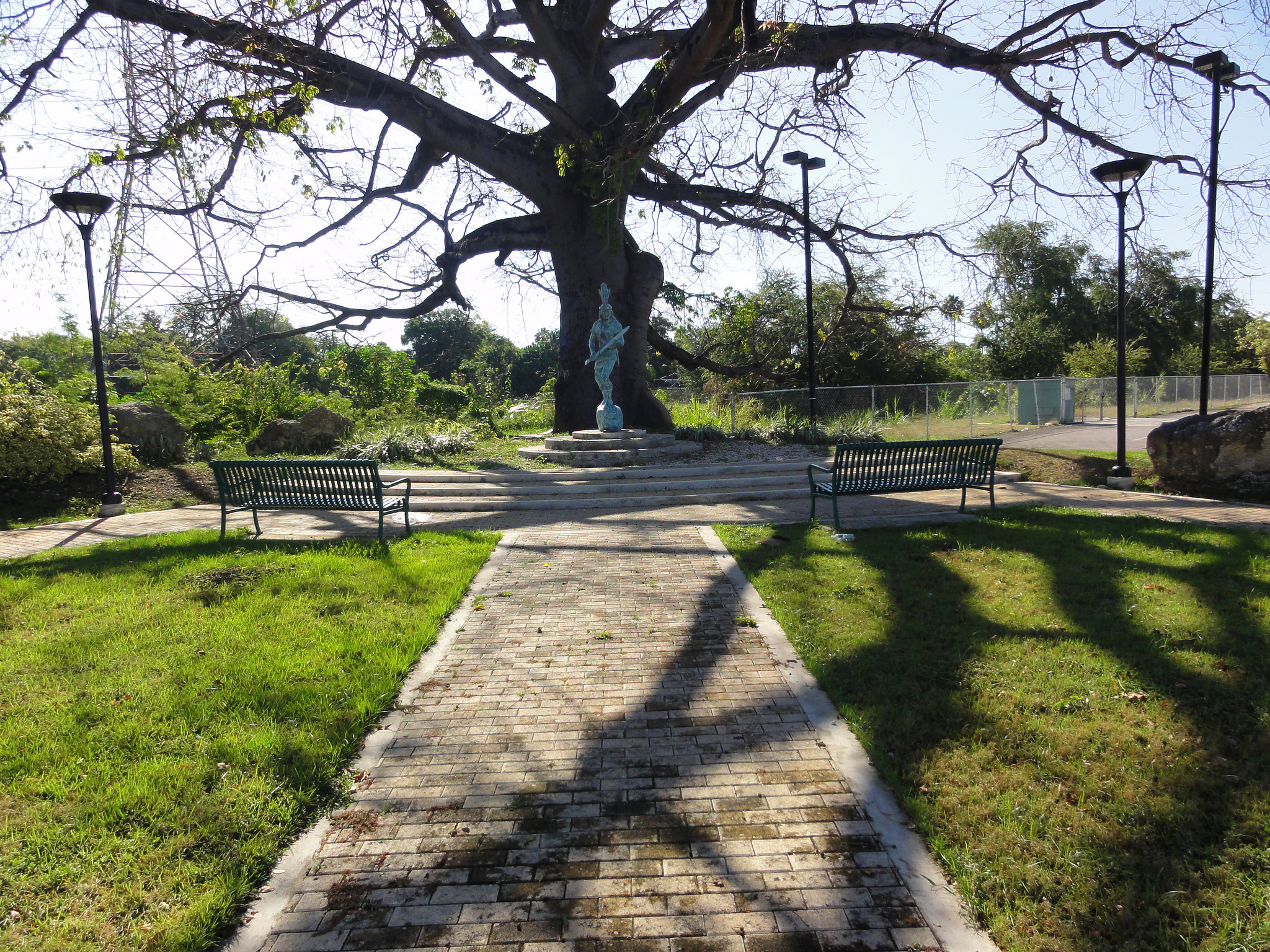
Der Agüeybaná II. („El Bravo“) Park in Ponce, Puerto Rico

## Tod
1511 versammelten sich in der Region Yagüecas rund 11.000 bis 15.000 Taíno gegen etwa 80 bis 100 Spanier. Vor dem Beginn der Schlacht erschoss ein spanischer Soldat einen Indio mit einer Arkebuse. Vermutlich handelte es sich bei diesem um Agüeybaná II., da der Krieger eine goldene Halskette trug, wie sie nur cacique trugen.

## Auswirkungen der Schlacht
Nach dem Tod von Agüeybaná II. zogen sich die einheimischen Krieger zurück und verblieben desorganisiert. Die Anhänger Agüeybanás II. entschieden sich dafür, die Spanier mittels Guerilla-Taktik zu beschäftigen. Dieser Guerillakrieg dauerte die nächsten 8 Jahre bis 1519. Eine zweite Runde von Aufständen brach im Jahre 1513 aus, als Ponce de Leon die Insel verließ, um Florida zu erkunden. Die Siedlung von Caparra, seinerzeit Sitz der Inselregierung, wurde von einer Allianz aus Taínos und Einheimischen aus den nordöstlichen Antillen geplündert und verbrannt.
Nach 1520 war die Taíno-Präsenz auf der Insel fast verschwunden. Eine Volkszählung der Regierung im Jahre 1530 berichtet von der Existenz von nur 1.148 Taíno, die noch in Puerto Rico übrig waren. Dennoch dauerten die oppressiven Bedingungen für die überlebenden Taíno an. Viele von denen, die auf der Insel blieben, starben bald entweder an der grausamen Behandlung, die sie erfuhren, oder an der Pocken-Epidemie, die die Insel im Jahr 1519 erfasste.

## Vermächtnis

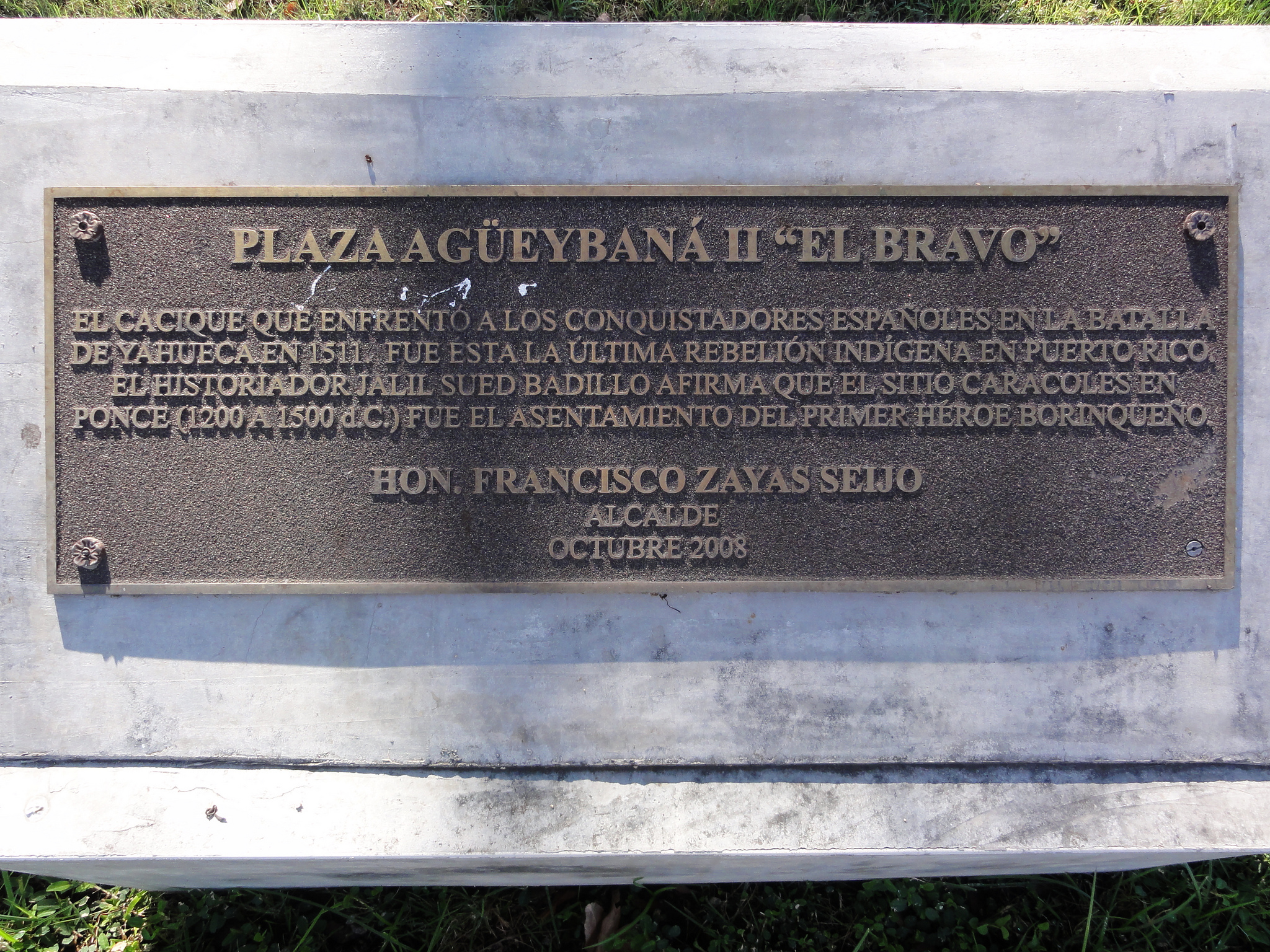
Plakette im Agüeybaná II. ("El Bravo") Park im Sektor Caracoles, Barrio Playa, Ponce, Puerto Rico

Agüeybaná II. wird in Puerto Rico für die Treue zu seinem Volk verehrt. In Puerto Rico sind viele öffentliche Gebäude und Straßen nach ihm benannt:
- In der Stadt Bayamón ist eine Highschool nach ihm benannt.
- Eine Straße in Caguas ist ihm zu Ehren benannt.
- Eine Allee im Bezirk Hato Rey von San Juan ist nach Agüeybaná benannt.
- In Puerto Rico wurde zeitweise ein Äquivalent zu den Oscars jährlich verliehen, der zu Ehren des großen cacique den Namen „Agüeybaná de Oro“ (The Golden Agüeybaná) erhielt.[14]
- Im Sektor „Caracoles“ der Barrio Playa in Ponce (Puerto Rico) gibt es einen kleinen Park der Agüeybaná II., „El Bravo“ (der Tapfere) gewidmet ist. Es liegt an der südöstlichen Ecke der Kreuzung von Ponce By-Pass (PR-2) und der Avenida Hostos (PR-123).
- Der Dichter Daniel de Rivera verfasste ein Gedicht mit dem Titel Agüeybaná El Bravo, das ihm gewidmet ist. Es lautet in Auszügen:[15]

| ¡Ea, compañeros! Vamos al combate: Honor la patria a defender nos llama; Si en paz, contento el corazon no late La guerra nos dara fortuna y fama; Hasta la mar que nuestra costa bate Ondas escupe y agitada brama, Que cual nosotros contemplar quisiera Libre esta perla de la gente ibera. | He, Brüder! Lasst uns in den Kampf gehen: Die Heimat ruft uns, unsere Ehre zu verteidigen; Wenn unsere Herzen nicht friedlich schlagen Wird der Krieg uns Glück und Ruhm bescheren; Auch das Meer, das an unsere Küsten schlägt Spuckt Wellen und rumpelt mit Alarm, Denn wie wir möchte es auch Unsere Perle von der iberischen Menschen befreit sehen. |